# Dina – Meine Geschichte
Dina – Meine Geschichte ist ein Filmdrama des Regisseurs Ole Bornedal aus dem Jahr 2002 nach einem Roman von Herbjørg Wassmo. Der Film entstand in internationaler Co-Produktion. Deutschland-Premiere war am 2. Dezember 2004.

## Handlung
Dina wächst als Kind einer wohlhabenden norwegischen Pastorenfamilie in der Mitte des 19. Jahrhunderts auf. Aus Neugier verursacht sie einen Unfall, bei dem ihre Mutter schwer verbrüht wird und elend an den Verbrennungen stirbt. Ihr Vater weist sie daraufhin aus Wut und Trauer von sich. Die Dienerschaft kümmert sich um die Grundbedürfnisse Dinas, aber das Mädchen wächst emotional völlig vernachlässigt und voller Schuldgefühle auf.
Auch da sie glaubt, anderen Menschen Unglück zu bringen, ist sie lieber für sich. Die meiste Zeit verbringt Dina draußen in der Natur. Sie spricht mit niemandem.
Jacob, ein Freund der Familie, kommt zu Besuch und sieht ihr Leid. Er redet ihrem Vater ins Gewissen, wenigstens einen Hauslehrer anzustellen. Dieser Lehrer wird ihre wichtigste Bezugsperson und bringt ihr neben dem Schulunterricht Cello bei. Dina nimmt wieder Kontakt zu anderen Menschen auf. Ihr Vater verweigert ihr aber weiterhin jede Nähe und schickt den von Dina geliebten Hauslehrer wieder weg.
Bei einem weiteren Besuch verliebt sich Jacob, der ihr Vater sein könnte, in die schöne, junge und wilde Frau. Jacob bittet sie um die Ehe und Dina willigt ein. Dina zieht zu Jacob und ihrer Schwiegermutter auf sein Gut Reinsnes. Es folgt eine Zeit wilder sexueller Ausschweifungen des frisch verheirateten Paares. Dies und die unkonventionelle und unangepasste Art Dinas stößt nicht nur ihre Schwiegermutter vor den Kopf. Nach einiger Zeit wird auch Jacob Dinas Energie zu viel und er entzieht sich ihr. Dina beginnt eine erotische Affäre mit dem Stallburschen.
Als Jacob sich verletzt und sich eine Blutvergiftung zuzieht, lässt Dina die Schlitten anspannen, um ihn im tiefsten, nordischen Winter allein zum Arzt zu fahren. Auf der gefährlichen Fahrt stößt sie Jacob mit seinem Schlitten in die Tiefe und in den sicheren Tod. Danach übernimmt sie erstmals Verantwortung und beginnt sich wie eine Gutsherrin zu benehmen. Nur wenige Wochen nach Jacobs Tod bekommt Dina ein Kind. Sie bringt ihren Sohn allein im Wald zur Welt. Dina kümmert sich nicht um ihr Kind und gibt es bei Stina, der Mutter des Stallburschen, in Pflege.
Feuer bricht aus und das gesamte Gehöft ist gefährdet. Die Dienerschaft versucht verzweifelt es zu löschen. Die Passagiere eines vorbeisegelnden Schiffes helfen sofort und der Brand wird gelöscht.
Unter diesen Reisenden ist der Revolutionär Leo, in den Dina sich verliebt. Obwohl er ihre Gefühle erwidert, entschließt Leo sich, für die Verbreitung der kommunistischen Idee weiterzureisen.
Wie versprochen kommt er wieder und Dina verlangt von ihm, sie nie wieder zu verlassen. Abermals reist Leo ab und kommt nicht zurück. Sie macht sich auf die Suche nach ihm. Ausgerechnet ihr Vater gibt ihr den Rat, nach Bergen zu fahren. Dort findet Dina Leo im Gefängnis. Sie schafft es nicht, ihn freizubekommen, und reist deprimiert und erschöpft nach Hause.
Als Leo unerwartet zu ihr zurückkommt, um sich endgültig zu verabschieden, erschießt sie ihn.
Der Film endet mit Dina als alter Frau, die auf ein aufregendes und leidvolles Leben zurückblickt.

## Hintergrund
- Mit 144 Millionen Norwegischen Kronen (umgerechnet ca. 21 Millionen Dollar) war der Film die teuerste norwegische Produktion.
- Das Gut, auf dem gedreht wurde, befindet sich in Nord-Norwegen, in Kjerringoy.
- Die Filmmusik wurde im Dezember 2001 in Köln vom Gürzenich-Orchester Köln unter Leitung des Komponisten aufgenommen.

## Kritiken
„Die in beeindruckender Landschaft gefilmte Lebensgeschichte verstört mit grausamen Szenen und subtilen zeitlichen Brüchen. Die Adaption eines norwegischen Bestsellers fesselt durch eine überzeugende visuelle und atmosphärische Umsetzung sowie die überragende Hauptdarstellerin, auch wenn nicht alle Handlungsstränge immer nachvollziehbar sind.“

„Für ein zweistelliges Millionenbudget und vor gewaltigen Fjord-Kulissen verfilmte Dänemarks Ole Bornedal den Roman Dina’s Book von Herbjorg Wassmo als fesselndes Melodram mit internationaler Starbesetzung.“

## Auszeichnungen
Der Film wurde auf zahlreichen Filmfestivals mit Preisen ausgezeichnet, so u. a. mit dem FIPRESCI-Preis beim europäischen Filmfestival von Lecce. Beim World Film Festival in Montreal wurden Regisseur Bomedal und Maria Bonnevie geehrt. Bonnevie gewann zudem den Amanda Award, eine norwegische Auszeichnung. Bei der Verleihung des Robert 2003 in Kopenhagen wurde der Film in den Kategorien Kamera (Dan Laustsen), Kostümdesign (Dominique Borg), Make-up (June Palgard, Elisabeth Bukkehave), Ausstattung (Steffen Aarfing, Marie í Dali) und Ton (Michael Dela, Nino Jacobsen) ausgezeichnet.